# Fring (oprogramowanie)
Fring – multikomunikator umożliwiający m.in. rozmowy głosowe do użytkowników sieci ICQ, Google Talk, MSN Messenger, AIM, Yahoo! Messenger oraz za pomocą protokołu SIP do innych operatorów sieci VoIP.
Oprócz rozmów za pomocą komunikatora Fring można również używać czatu do wyżej wymienionych komunikatorów.
Oprogramowanie komunikatora Fring dostępne jest na telefony, komputery stacjonarne i palmtopy.